# Рок-н-рол Таврійський
«Рок-н-рол Таврійський» (до 1990 р. – «Рок-Серпень») – музичний рок-фестиваль, що проходив в м. Нова Каховка в 1986–1995, 2005–2006 та 2011–2012 роках. Перший рок-фестиваль в радянській Україні, а також перший рок-фестиваль в незалежній Україні.

## Історія фестивалю

### 1986–1990 рр.
Перший фестиваль «Рок-н-рол Таврійський», що відбувся в серпні 1986 р. в новокаховському Літньому театрі став подією настільки незвичної навіть для часів перебудови у Радянському Союзі, що відразу опинився на сторінках найбільш популярної в той час молодіжної газети – «Комсомольської правди». На шпальтах газети розгорілася гаряча дискусія стосовно того, чи мають право комсомольські функціонери – а саме вони були організаторами та ідейними натхненниками новокаховського фестивалю – очолювати молодіжний фестиваль з приставкою «рок». Переважна більшість читачів до сміливої ініціативи новокаховських комсомольських вожаків поставилася позитивно, і фестиваль поступово почав обростати зв’язками і ставати дедалі популярнішим.
Ставши першим в Україні рок-фестивалем, «Рок-н-рол Таврійський» також заснував свої унікальні традиції.
Саме на «Рок-н-ролі Таврійському» вперше в історії вітчизняних фестивалів було організовано наметове містечко для «фанів», які приїхали до Нової Каховки з різних кутків не тільки Радянського Союзу, але також з Польщі, Голландії, Австрії та інших країн. Це було зроблено тому, що на той час Новій Каховці катастрофічно бракувало готелів. Музикантів розселяли також на плавучому гуртожитку – пізніше ця традиція єднання музикантів з водними просторами знайшла своє продовження на «Таврійських іграх».
Також саме на «Рок-н-ролі Таврійському» зародилася традиція проводити неформальне свято для учасників та гостей фестивалю під назвою «Посвята в козаки», яка проводилася просто неба в мальовничих дніпровських плавнях з незмінною козацькою юшкою, таврійським вином, акустичними гітарами та щирим спілкуванням.
З метою пропаганди «Рок-н-ролу Таврійського» та захисту молодіжних інтересів, організатори фестивалю першими в країні почали видавати неформальну газету «Действие-Дія». Спочатку вона була присвячена музиці та молодіжній моді, але з часом дісталася і до політики, особливо – до виборів в органи місцевої влади. Тож незабаром рокери отримали своє представництво у міськраді. Першими в комсомольській історії організатори також почали виготовляти сувенірну продукцію: значки, футболки, кепки з логотипом фестивалю, на які миттєво виник шалений попит.
12 січня 1990 р. всеукраїнська газета «Комсомольское знамя» надрукувала рейтинг музичних подій 1989 року в Україні, в якому фестиваль «Рок-н-рол Таврійський» (на той час ще «Рок-Серпень») посів третє місце, поступившись таким знаковим подіям, як «Червона рута» та «Бітломанія-89».

### 1991–1995 рр.
В 1991 році фестиваль практично збігся за терміном проведення зі спробою державного перевороту в СРСР, відомого як «серпневий путч». Але це не стало приводом для скасування фестивалю: організатори провели це музично-молодіжне шоу під гаслом «Краще «важкий рок», аніж «залізна рука»!» Оскільки підготовка VI «Рок-н-ролу Таврійського» в серпні 1991 року розпочалася в одній країні – СРСР, а сам фестиваль 30–31 серпня вже проходив абсолютно в іншій країні, то новокаховський рок-фестиваль таким чином став першим рок-фестивалем в незалежній Україні.
1992 року вперше в фестивальній історії небаченим для провінційного містечка тиражем 5 тисяч примірників побачила світ книжка про історію фестивалю. Трапилася ця подія напередодні відкриття першого фестивалю «Таврійські ігри», основною частиною якого був тоді «Рок-н-рол Таврійський».
В 1995 році «Рок-н-рол Таврійський» першим серед вітчизняних фестивалів став «пересувним»: фестивальний маршрут проходив через Херсон, Нову Каховку, Енергодар, Запоріжжя, Дніпропетровськ, Донецьк. При цьому автобус із музикантами та трейлер з апаратурою їздили південно-східною Україною без будь-якої політичної агітації чи фінансової вигоди, а просто так – задля радості «фанів» та з кайфом для музикантів та організаторів.

### 2005–2012 рр.
В другому тисячолітті «Рок-н-рол Таврійський» зробив спробу відродитися. Напередодні Дня молоді в 2005 та 2006 рр. новокаховський рок-фестиваль свідомо проводився «у вигнанні» – в Херсоні. Так відбувалося з причин чергового нападу непорозуміння з міською владою (див. нижче).
5–7 серпня 2011 р. фестиваль повернувся до Нової Каховки, де відсвяткував 25-річчя свого народження дводенним музичним святом за участю ветеранів фестивалю прямо на березі Дніпра.
А 9–10 серпня 2012 р. окрім музикантів з України, на «Рок-н-рол Таврійський» приїхали також музиканти з Польщі та Канади. Під час фестивалю організатор та натхненник фестивалю Сергій Цигіпа презентував учасникам і гостям свою поетичну збірку «Каховський плацдарм. Блокнот інтелектуального анархіста», деякі з текстів якої вже стали піснями у виконнанні «Сада», «Скіфів», «Комори», «Нового міста», Володимира Лихваря, Андрія Тітова.

## Протидія міської влади
З самого початку проведення фестивалю організатори відчули неприйняття та явну протидію з боку міської влади. Наприклад, в останній момент перед відкриттям заходу за сценою міг з’явитися представник пожежної охорони та оголосити, що фестиваль не відбудеться з причини можливого загоряння зали. А наступного дня в тій же самій залі за такого самого «пожежонебезпечного» стано спокійно виступав з концертною програмою загальний улюбленець партії та народу Йосиф Кобзон.
В 1986–1990 рр. за наявність в своєму репертуарі пісень українською мовою рокерам діставалося від різних офіційних інстанцій, починаючи від відділу культури і закінчуючи ідеологічними відділами компартійних організацій усіх рівнів. 
Траплялися і більш серйозні випадки.
В 1991 році бас-гітариста херсонського гурту «Последняя Зима» Ігоря Горіна за демонстрацію зі сцени сідниць було умовно засуджено на два роки за статтею Кримінального кодексу «за оголення статевих органів в громадському місці».
В 1993 році міліцейний спецпідрозділ «Беркут» замість виконання своїх прямих функцій з охорони громадського порядку з’явився на фестивальній сцені та автоматами виштовхав звідти музикантів пітерського гурту «НОМ» (Неформальное Объединение Молодёжи) лише за те, що його керівнику не сподобалась присутність в тексті пісні лайливого (на його думку!) слова «педераст» – «сім відсотків людської раси – педерасти!..»
В 1994 році напередодні фестивалю влада оголосила, що місту загрожує епідемія холери, а тому до Нової Каховки не можна пускати волохатих музикантів з інших міст.
Траплялися випадки, коли міська влада своїм офіційним розпорядженням забороняла продаж пива в усій парковій зоні протягом всіх днів проведення фестивалю.
Така постійна неповага та спротив з боку міської влади Нової Каховки призвела до того, що «Рок-н-рол Таврійський» на певний час втратив свою регулярність проведення.

## Відродження фестивалю
Музиканти, які в різні роки узяли участь в «Рок-н-ролі Таврійському», все частіше відчувають ностальгію за незабутньою атмосферою та духом цього фестивалю. Тому останнім часом в навколомузичних колах «вільних рокерів» все частіше почала звучати ідея відродження новокаховського фестивалю «Рок-н-рол Таврійський».

## Учасники фестивалю
За всі роки проведення фестивалю на сцені «Рок-н-рола Таврійського» виступили понад 160 учасників з різних країн, серед яких були як відомі музиканти, так і початківці. Багато з них пізніше стали відомими.
| Учасник                         | Місто/Країна           | Рік           |
| ------------------------------- | ---------------------- | ------------- |
| 1. Агата Крісті                 | Єкатеринбург           | 1992          |
| 2. АВВА                         | Сімферополь            | 2005          |
| 3. Акцент                       | Одеса                  | 1987          |
| 4. Апрель                       | Дніпропетровськ        | 1989          |
| 5. Апрельский Марш              | Єкатеринбург           | 1991          |
| 6. Асмодей                      | Дніпропетровск         | 1995          |
| 7. Ауро-бенд                    | Донецьк                | 1990          |
| 8. Аусвайс                      | Нова Каховка           | 1992–94       |
| 9. Бастіон                      | Одеса                  | 1986, 89-91   |
| 10. Блицкриг                    | Москва                 | 1992          |
| 11. Блек Роуз                   | Дніпропетровськ        | 1992-93, 1995 |
| 12. Блек Сайд                   | Дніпропетровськ        | 1991          |
| 13. Будни Модеста Павловича     | Миколаїв               | 1994          |
| 14. Більше                      | Донецьк                | 1994–95       |
| 15. Борисфен                    | Нова Каховка           | 1986          |
| 16. Братья Черепановы           | Пенза                  | 1992          |
| 17. Бригадный Подряд            | Ленінград              | 1989          |
| 18. Вечеринка Доктора Краузе    | Київ                   | 1992          |
| 19. Взвод и А                   | Южноукраїнськ          | 1994          |
| 20. Віка                        | Львів                  | 1989          |
| 21. Володимир Андрєєв і Друзі   | Херсон                 | 2012          |
| 22. Володимир Дємчєнко          | Херсон                 | 2012          |
| 23. Володимир Лихварь           | Артемівськ             | 2012          |
| 24. Віk.No                      | Харків                 | 2005          |
| 25. Вовсе                       | Одеса                  | 1991          |
| 26. Водяной Лис                 | Київ                   | 1990          |
| 27. Вот Так!                    | Одеса                  | 1988–89       |
| 28. Гелла                       | Херсон                 | 1993          |
| 29. Глупая девушка              | Пенза                  | 1992          |
| 30. Гоген                       | Крим                   | 1990          |
| 31. Годзадва                    | Київ                   | 1991          |
| 32. Господин Бользен            | Мінськ                 | 1990, 92      |
| 33. Гутиря Сергій               | Одеса                  | 1992          |
| 34. Дао                         | Маріуполь              | 1989          |
| 35. Дед Банкет                  | Миколаїв               | 1989          |
| 36. Два Пульса                  | Нова Каховка           | 1993          |
| 37. Два Неба                    | Кривий Ріг             | 1992          |
| 38. Два Самолёта                | Санкт-Петербург        | 1993          |
| 39. Джаз Банкет                 | Миколаїв               | 1988          |
| 40. Джемікс                     | Київ                   | 1993          |
| 41. Джинн                       | Київ                   | 1995          |
| 42. Дизайн                      | Южноукраїнськ          | 1990          |
| 43. Дикий Мёд                   | Донецьк                | 1987-88, 90   |
| 44. Діп Інтоксікейшн            | Біла Церква            | 1992, 94      |
| 45. Дровосеки                   | Горлівка               | 1993, 95      |
| 46. Дорога к Храму              | Нова Каховка           | 1993          |
| 47. Etwas Unders                | Київ                   | 2006          |
| 48. DNK                         | Миколаїв               | 2006          |
| 49. ESEMES BLUES                | Польща                 | 2011-12       |
| 50. Fusion Sky                  | Нова Каховка           | 2011-12       |
| 51. Жаба в Дирижаблі            | Київ                   | 1991          |
| 52. Жан Вальжан                 | Одеса                  | 1992          |
| 53. Жандармы                    | Донецьк                | 1993, 1995    |
| 54. Железная Прислуга Люцифера  | Донецьк                | 1995          |
| 55. Женская Болезнь             | Москва                 | 1990          |
| 56. Захід                       | Івано-Франківськ       | 1990          |
| 57. Затерянный Мир              | Київ                   | 1988          |
| 58. Игрок                       | Нова Каховка           | 1988-90       |
| 59. Исповедь                    | Херсон                 | 1990          |
| 60. Insurgents                  | Нова Каховка           | 2006          |
| 61. Каприс                      | Одеса                  | 1986          |
| 62. Кенгуру                     | Пенза                  | 1992          |
| 63. Квартира № 50               | Київ                   | 1988-89       |
| 64. Ключи к Замкам              | Дніпропетровськ        | 1988-89, 92   |
| 65. Код Ю                       | Херсон                 | 1989          |
| 66. Кока-Кола                   | Херсон                 | 1992          |
| 67. Колні Хетч                  | Кривий Ріг             | 1992          |
| 68. Кому Вниз                   | Київ                   | 1989-90       |
| 69. Кошкин Дом                  | Одеса, Санкт-Петербург | 1989-92       |
| 70. Комментатор                 | Херсон                 | 1987          |
| 71. Кондор                      | Запоріжжя              | 1992          |
| 72. Кондратьєв Бенд             | Херсон                 | 2005          |
| 73. КПП                         | Харків                 | 1989          |
| 74. Кратер                      | Одеса                  | 1989          |
| 75. Країна Рось                 | Нова Каховка           | 1991, 93      |
| 76. Крестьяне                   | Житомир                | 1990          |
| 77. Криголам                    | Херсон                 | 1990          |
| 78. Crownear                    | Москва                 | 1992          |
| 79. Крылья Удачи                | Цюрупинськ             | 1987          |
| 80. Куйбул                      | Кишинів                | 1992          |
| 81. Купець Юрій                 | Нова Каховка           | 1987          |
| 82. Левый Берег                 | Прилуки                | 1992          |
| 83. Леди Джейн                  | Одеса                  | 1993          |
| 84. Ледокол                     | Нова Каховка           | 1986-88       |
| 85. Лидер                       | Севастополь            | 1992-93       |
| 86. Лиза                        | Нова Каховка           | 2011-12       |
| 87. Льюїс Керрол                | Херсон                 | 2006          |
| 88. Макс Таврический            | Київ                   | 2012          |
| 89. Манна Небесная              | Запоріжжя              | 1992          |
| 90. Матросская Тишина           | Москва                 | 1989          |
| 91. Меридиан                    | Скадовськ              | 1987-88       |
| 92. Метанойя                    | Скадовськ              | 2005-06       |
| 93. Медленный Руль              | Київ                   | 1993          |
| 94. Монолит                     | Херсон                 | 1986-88       |
| 95. Mad Heads                   | Київ                   | 1995          |
| 96. Мері Енн                    | Київ                   | 1995          |
| 97. Найс                        | Одеса                  | 1991          |
| 98. НДС                         | Донецьк                | 1995          |
| 99. Незаймана Земля             | Луцьк                  | 1991          |
| 100. Немо                       | Біла Церква            | 1991          |
| 101. Нік Рок-н-рол              | Санкт-Петербург        | 1993          |
| 102. Ничего Не Значит           | Южноукраїнськ          | 1994          |
| 103. НОМ                        | Санкт-Петербург        | 1993          |
| 104. New K                      | Нова Каховка           | 2012          |
| 105. Объёмное Наблюдение        | Нова Каховка           | 1994          |
| 106. Одинокая Река              | Донецьк                | 1995          |
| 107. On-Line                    | Херсон                 | 2005-06       |
| 108. Остров Крым                | Симферополь            | 1994-95       |
| 109. О$колки                    | Одеса                  | 2011–12       |
| 110. Панкратов Юрій             | Тамбов                 | 1987          |
| 111. Парк                       | Нова Каховка           | 1986–87       |
| 112. Пастор                     | Херсон                 | 1990          |
| 113. Переход 2М                 | Дніпропетровськ        | 1987          |
| 114. Перрон                     | Київ                   | 1988-90       |
| 115. Плач Єремії                | Львів                  | 1993          |
| 116. Последняя Зима             | Херсон                 | 1991          |
| 117. Последние Секунды Вечности | Київ                   | 1992          |
| 118. Приступ                    | Нова Каховка           | 1993–94       |
| 119. ПРК                        | Южноукраїнськ          | 1994          |
| 120. Провокация                 | Кривий Ріг             | 1992          |
| 121. Противовес                 | Харків                 | 1990          |
| 122. Провинция                  | Одеса                  | 1988-90       |
| 123. Радайкин Павло             | Нова Каховка           | 1987          |
| 124. Рассвет                    | Дніпропетровськ        | 1992          |
| 125. Ремонто Буви               | Херсон                 | 2005          |
| 126. Роджер Міллз               | Харків                 | 1991          |
| 127. Рок-автомат                | Жмеринка               | 1988          |
| 128. Рок-нация                  | Москва                 | 1990          |
| 129. Роксана Фейхо              | Польща                 | 2012          |
| 130. Ролекс                     | Херсон                 | 2005          |
| 131. Роман Кош                  | Кривий Ріг             | 1993          |
| 132. Русь Из Начальников        | Нікополь               | 1989          |
| 133. Сад                        | Дніпропетровськ        | 1987-89       |
| 134. Санта Лючія                | Фінляндія              | 1992          |
| 135. Сплавы                     | Дніпропетровськ        | 1992-93, 95   |
| 136. Степан Степан              | Херсон                 | 1989          |
| 137. Степпен Роуз               | Запоріжжя              | 1994          |
| 138. Стиль                      | Санкт-Петербург        | 1992          |
| 139. Страшные Сказки            | Симферополь            | 1992          |
| 140. Строуберриз                | Херсон                 | 1993          |
| 141. Сухой Остров               | Дніпропетровськ        | 1992-93, 2006 |
| 142. Тени                       | Дніпропетровськ        | 1993          |
| 143. ТОК                        | Дніпропетровськ        | 1987, 90-95   |
| 144. ТОЛ                        | Київ                   | 2005          |
| 145. Транссонік                 | Одеса                  | 1991          |
| 146. Трешер                     | Кривий Ріг             | 1993          |
| 147. Треш-Машина                | Одеса                  | 1995          |
| 148. Уайт Чьоч                  | Біла Церква            | 1992          |
| 149. Флаф                       | Нікополь               | 1994          |
| 150. Флинт                      | Херсон                 | 2005          |
| 151. Филиал Любви               | Одеса                  | 1990          |
| 152. Фокстрот                   | Миколаїв               | 1988          |
| 153. Ханаан                     | Одеса                  | 1992          |
| 154. Центральная Прачечная      | Одеса                  | 1990          |
| 155. Цитадель                   | Херсон                 | 1988          |
| 156. Челюскін Ленд              | Нова Каховка           | 1992-93       |
| 157. Чилі Бомберз               | Херсон                 | 1993          |
| 158. Чикен Смайл                | Дніпропетровськ        | 1993          |
| 159. Шейкен Нот Стірред         | Австрія                | 1992          |
| 160. Элема                      | Кіровоград             | 1991-92       |
| 161. Юг                         | Миколаїв               | 1992          |
| 162. Январь                     | Нікополь               | 1989          |
| 163. Янсен Кукансен             | Херсон                 | 2011          |
| 164. Ячменный Колосс            | Чернігів               | 1994-95       |
| 165. I'm Rocker                 | Херсон                 | 1995          |